# G. C. Green
Ben George Christian « GC » Green (né en 1964) est un musicien anglais, cofondateur et bassiste du groupe de métal industriel Godflesh.

## Biographie
Originaire de Birmingham, Green est impliqué dans la scène post-punk et gothique de la ville au début des années 1980. Il est un ami proche des musiciens Paul Neville et Diarmuid Dalton. En 1982, il forme avec Neville son premier groupe, OPD (Officially Prononcally Dead). En 1985, ils renomment le groupe Fall of Because. Au début, ils utilisent une boîte à rythmes de base (Neville jouant de la guitare, Green à la basse et au chant) et composent des chansons influencées par les albums Seventeen Seconds et Faith de The Cure. En 1984, Green rencontre Justin Broadrick, âgé alors de 15 ans. Les deux garçons se découvrent une passion commune pour les Stranglers et d'autres groupes punk et deviennent amis proches. Broadrick commence alors à jouer de la batterie avec OBD et les deux jeunes hommes commencent à écrire des chansons influencées par des albums phares de punk de l'époque,.